# Frauenkogel (Straßengel)
Der Frauenkogel ist ein 683 m ü. A. hoher Hügel im westlichen Teil des Grazer Berglandes im österreichischen Bundesland Steiermark. Er befindet sich im Nordwesten der Landeshauptstadt Graz auf der Grenze zur Marktgemeinde Gratwein-Straßengel.

## Lage und Umgebung
Der Frauenkogel erhebt sich am nordwestlichen Rand des Grazer Stadtbezirks Gösting und ist Teil des ungefähr Ost-West-verlaufenden Steinkogel-Frauenkogel-Zuges. Er überragt das Gratkorner Becken bei Judendorf-Straßengel um rund 300 m und die Rückfallkuppe des Kirchberges von Maria Straßengel um 230 m. Nachbargipfel sind der Steinkogel und die Reinerspitze (710 m). Der auf Wanderwegen erreichbare, wenig prominente Hügel ist nicht zu verwechseln mit dem nur 2,3 km südöstlich liegenden Frauenkogel bei Gösting (auch Frauenberg). Er ist Teil des Landschaftsschutzgebiets Westliches Berg- und Hügelland von Graz (LSG-39).

## Geologie und Geomorphologie
Der Frauenkogel besteht aus Kanzelkalk und gehört – wie auch der Rest des Hügelkamms – der Rannach-Fazies des Grazer Paläozoikums an. Er bildet den nordwestlichen Eckpunkt einer verkarsteten Verebnungsfläche, die sich zwischen 680 und 700 m ü. A. erstreckt. Nach Westen und Norden fallen die bewaldeten Hänge hingegen steil ab und sorgen für ein markantes Erscheinungsbild aus dem Raum Gratkorner Becken. Eine Dolinenreihe namens „Wassergspiel“ trennt den Frauenkogel vom Steinkogel, einer von mehreren miozänen Kegelkarstkuppen, die das Niveau überragen. Am Nordende des Wassergspiels befindet sich ein Ponor mehrerer unbedeutender Wasserläufe, die aus dem Hangschutt austreten. Die Umgebung des Ponors zeigte sich 1964 zum Zeitpunkt der hydrogeologischen Aufnahme stark versumpft, was als Zeichen dafür gesehen wurde, dass der Abfluss von umgelagerten Terrassenlehmen verstopft ist.

## Wallanlage
Wie auch auf dem Frauenberg befand sich auf dem Frauenkogel ein mittelalterlicher Wehrring, der Frauen und Kindern aus dem Raum Straßengel als Zufluchtsstätte gedient haben dürfte. Wie das Toponym „Ochsengrube“ in der Waldkarte der Grafen Attems in Gösting nahelegt, wurden in der Nähe auch Haus- und Nutztiere in Sicherheit gebracht. Aus den herumliegenden Felsblöcken errichtete man 1892 den Sockel der Goldhannwarte. Der hölzerne Aussichtsturm fiel im Jahr 1908 einem Brand zum Opfer, die verfallenen Grundmauern blieben bis heute erhalten.